# Irakische Botschaft in der DDR

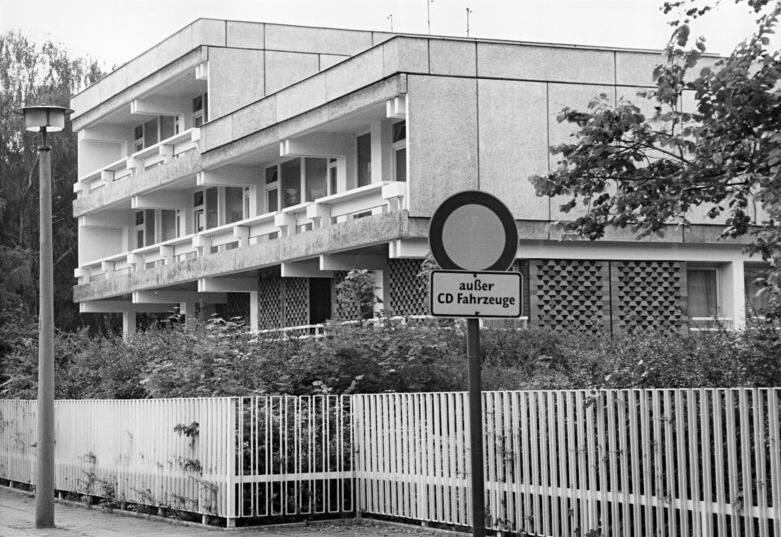
Irakische Botschaft in Berlin-Niederschönhausen, 1990

Die irakische Botschaft in der DDR befand sich zwischen 1974 und 1991 in der Tschaikowskistraße 51 im Berliner Ortsteil Niederschönhausen (Bezirk Pankow).

## Geschichte
Die Botschaft des Irak in der DDR wurde 1974 von einem deutsch-irakischen Architektenkollektiv unter Leitung von Horst Bauer mit Hilfe des Kollektiv des Bau- und Montagekombinats Ingenieurhochbau Berlin (IHB) geplant. Das Gebäude ist im Wesentlichen aus standardisierten Plattenbaufertigelementen des Typs IHB II der Bauart SK Berlin 72 gebaut und wurde vom VEB BMK Ingenieurhochbau Berlin realisiert. Charakteristisch für das Gebäude ist eine Fassade aus Carrara-Waschbeton. Auffallend sind die vorkragenden Brüstungselemente und die große Terrasse über dem Erdgeschoss. Das Gebäude wurde zudem mit einem großzügigen, künstlerisch gestalteten Garten ausgestattet. Teile der geklinkerten Außenfassade stammen aus den HB-Werkstätten für Keramik von Hedwig Bollhagen.
Neben der irakischen Botschaft lagen in ähnlich konzipierten Gebäuden im Diplomatenviertel von Pankow die Botschaften von Frankreich, Italien, Australien (siehe Australische Botschaft bei der DDR) und die Residenz des polnischen Botschafters in der DDR.
Der Irak war der erste nicht-sozialistische Staat, der die DDR 1969 völkerrechtlich anerkannt hatte. Zum Ende des Zweiten Golfkrieges 1991 zogen sich die irakischen Diplomaten vollständig aus Deutschland zurück. Das Botschaftsgebäude wird nicht mehr genutzt und verfällt. Die Immobilie samt Gebäude gehört der Bundesrepublik Deutschland, für die Republik Irak ist ein unbefristetes und unentgeltliches Nutzungsrecht an dem Grundstück im Grundbuch eingetragen. Seit 2010 befindet sich die irakische Botschaft in der ehemaligen Villa des Textilfabrikanten Richard Semmel an der Pacelliallee 19–21 (⊙) im Berliner Ortsteil Dahlem, vorher befand sie sich ab 2002 in der Riemeisterstraße 20 in Zehlendorf.

## Verdacht als Herd für Terror
Im Jahr 1980 wurden mehrere Mitarbeiter der irakischen Botschaft aufgrund der Gefahr möglicher Anschläge gegen oppositionelle Iraker in West-Berlin verhaftet. Die Junge Welt berichtete 1990, dass in der Botschaft ein Sprengstofflager für potenzielle Anschläge vorhanden gewesen sei.
Während des Irakkriegs hatte die Bundesregierung im Jahr 1991 das gesamte Personal aufgefordert, das Land umgehend zu verlassen.
Die irakische Botschaft stand im Verdacht, ein Rückzugslager für Terroristen zu sein. So berichtete der Spiegel im Jahr 1991, dass neben irakischen Geheimagenten des Mukhabarat auch arabische Terroristen in der Botschaft Unterschlupf erhielten. Auch in späteren Jahren kamen immer wieder entsprechende Gerüchte auf.

## Zustand des Gebäudes seit 1991

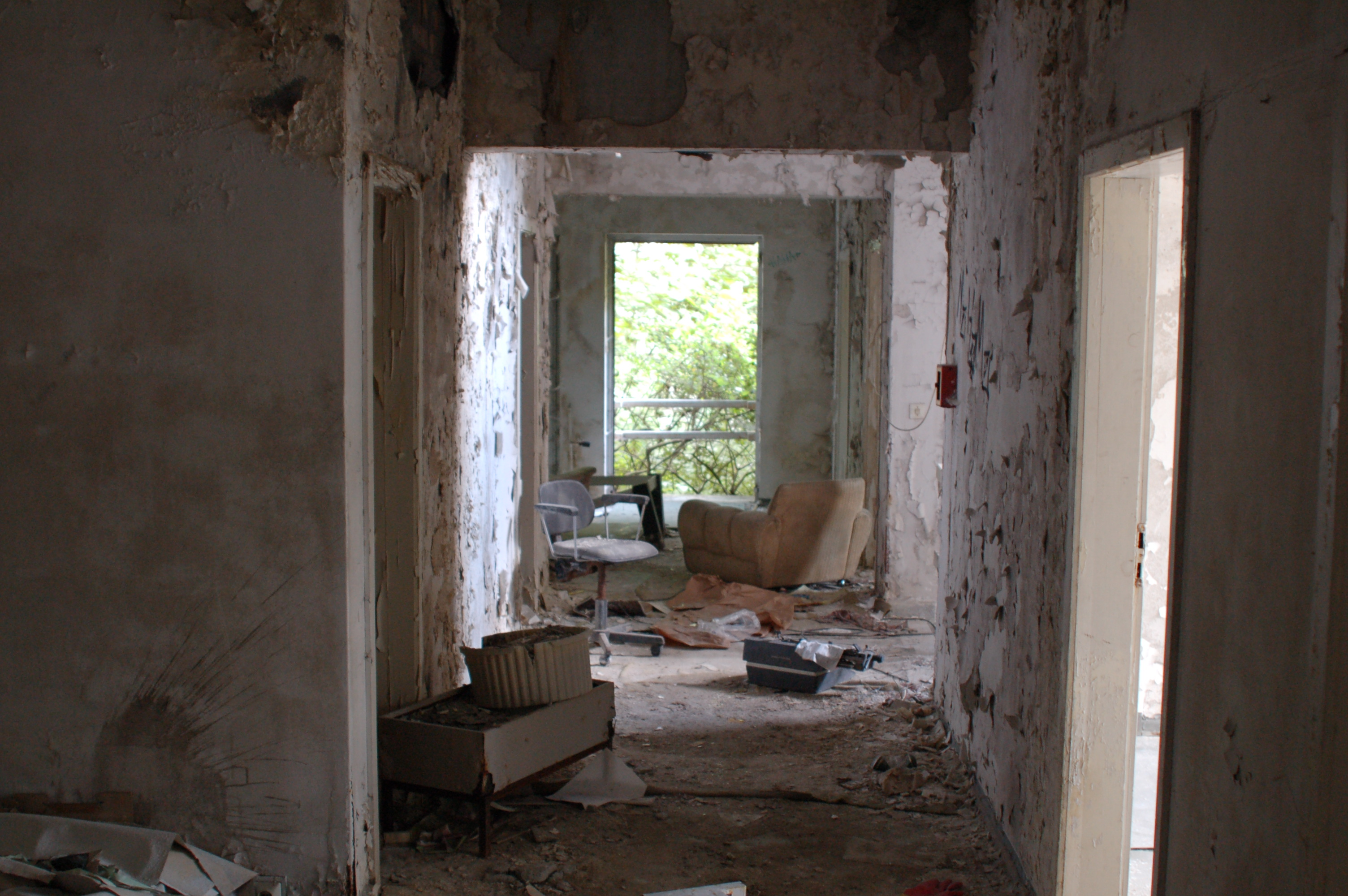
Späterer ruinöser Zustand des Gebäudes

Mobiliar und Dokumente wurden nach dem Auszug teilweise in dem Gebäude hinterlassen. Es ist seit 1991 Ziel von Vandalismus, Graffiti-Sprayern, Metalldieben, Touristen und Souvenirjägern. Die New York Times berichtete im Jahr 2003 über die verlassene Botschaft. Durch einen Brand wurden Teile der Innenausstattung zerstört.
Nachdem der schlechte Zustand des Gebäudes und der sorglose Umgang mit den Akten auch in irakischen Medien thematisiert wurde, erklärte der irakische Botschafter, dass der Bau erhalten werden soll. Eine Genehmigung vom Auswärtigen Amt zur Nutzung als Kulturzentrum wurde eingeholt.
Doch bisher (Stand: 2023) tat sich vor Orts nichts. Die Bundesanstalt für Immobilien erklärte auf eine offizielle Anfrage, dass sie nur die Eigentümerin des Grundstücks sei. Das Gebäude der ehemaligen irakischen Botschaft gehört dagegen nach wie vor der Republik Irak. Diesem Staat wurde zu DDR-Zeiten ein alleiniges, unbefristetes Nutzungsrecht an dem Grundstück eingeräumt.

## Sonstiges
Das Musikvideo Eutechnik (Aka Nexus) – Collapsible Structures wurde in dem ehemaligen Botschaftsgebäude gedreht.